# Контуърс
„Контуърс“ (на английски: The Contours – „Контурите“) е ранна афроамериканска соул и R&B група.
Става известна с класическия си хит от 1962 г. „Обичаш ли ме“ (Do You Love Me). Този сингъл е първият милионен рекорд по продажби на музикалната звукозаписна компания „Мотаун Рекърдс“ (на английски: Motown Records). През 1988 г. той отново се превръща в основен хит на обновената група след премиерата на кинофилма „Мръсни танци“. 

## История
Певческата група „The Contours“ е основана през 1959 г. в Детройт, Мичиган, САЩ от Джо Билингслия и Били Гордън под името „Blenders“. По-късно към тях се присъединяват Били Хогс и Били Ролинс, които са отговорили на обява, публикувана в местния вестник от Джо Билингслия. Приемайки Лерой Феър (на мястото на Били Ролинс) и басиста Хюбърт Джонсън, групата променя името си на „The Contours“. Това име е заимствано от наименованието на звукозаписното студио „Contour Records“. Били Гордън, Били Хогс, Джо Билингслия, Хюбърт Джонсън и Силвестър Потс посещават в това студио R&B легендата Джаки Уилсън за съвет относно сключването на договорите им с музикалните звукозаписни компании. Така през есента на 1960 г. „The Contours“ участват на прослушване при Бери Горди в „Мотаун Рекърдс“, с който подписват седемгодишен договор.
В началото на 1962 г. „The Contours“ записват хита „Do You Love Me“, за който се твърди, че първоначално е бил композиран за Темптейшънс (на английски: The Temptations). В интервю за списание MOJO през 2008 г. един от основателите на „The Contours“ Джо Билингслия заявява, че това не е така, с което се отхвърля това твърдение. Същата година този сингъл става първият милионен рекорд по продажби на „Мотаун Рекърдс“, а с вокалния тембър на Били Гордън той става №1 в „Билборд“ (на английски: Billboard) за R&B и №3 в Хот 100 (на английски: Billboard Hot 100).
Седемгодишният договор на групата с „Мотаун Рекърдс“ изтича през 1967 г., а в средата на 1968 г. Денис Едуардс е привлечен да замени напусналия Дейвид Ръфин като водещ певец на Темптейшънс. След последвалите персонални промени през следващите няколко години групата „The Contours“ се разпада. Тя е възобновена през 1971 г. от бившия член Джо Билингслия и просъществува през следващите 20 години, въпреки персоналните промени. Интересът към групата е възстановен от филма „Мръсни танци“ (1987), в който хитът „Do You Love Me“ е неразделна част от филма.
През осемдесетте години популярността на „The Contours“ се увеличава и те започват да изнасят концерти в САЩ, а дори излизат и на международни сцени. През 1989 г. „The Contours“ са въведени в Залата на славата на рокендрола (на английски: Rock and Roll Hall of Fame) в САЩ.
През 1992 г. Артър Хинсън напуска групата, а през 2004 г. и Силвестър Потс си тръгва, за да сформира своя собствена група с (Льори Себарокс, Ким Грийн, Тони Умак и Дарел Нунли) от местната Детройтска група „Upscale“. Тази група е създадена с цел имитация на името и дискографията на основната група „The Contours“. Джо Билингслия завежда съдебно дело срещу Силвестър Потс, в което всеки от тях претендира за правата върху името The Contours. По-късно този спор бива разрешен с извънсъдебно споразумение.
През април 2011 г. неизвестни песни на „The Contours“, заедно с четиринадесет неиздадени оригинални записи от 60-те години, са пуснати като част от колекцията за компилиране на CD.
През 2014 г. Одел Джоунс напуска „The Contours“ заедно с Джо Билингслия и бива заменен от Лиал Хогарт. В края на същата година групата прави последното си представяне.
През 2015 г. Дююн Брок замества Чарлс Дейвис и „The Contours“ са въведени в Залата на славата на R&B (на английски: R&B Hall of Fame) в САЩ.
През 2017 г. Джо Билингслия възстановява групата „The Contours“, като във въвеждащото шоу включва изпълнение от „The Contours“, а служебната марка „The Contours“ е възложена единствено на Джо Билингслия.

## Дискография

### Сингли
- 1961 – „Whole Lotta' Woman“ (запис в Motown)
- 1961 – „The Stretch“ (запис в Motown)
- 1962 – „Do You Love Me“ (#3 US, #1 R&B)
- 1963 – „Shake Sherry“ (#43 US, #21 R&B)
- 1963 – „Don't Let Her Be Your Baby“ (#64 Pop)
- 1963 – „Pa I Need A Car“ / „You Get Ugly“
- 1964 – „Can You Do It“ (#41 US, #16 R&B)
- 1964 – „Can You Jerk Like Me“ (#47 US, #15 R&B)
- 1964 – „That Day When She Needed Me“ (б-страна на „Can You Jerk Like Me“, #37 R&B)
- 1965 – „First I Look at the Purse“ (#57 US, #12 R&B)
- 1966 – „Just a Little Misunderstanding“ (#85 US, #18 R&B, #31 GB)
- 1967 – „It's So Hard Being a Loser“ (#79 US, #35 R&B)
- 1988 – „Do You Love Me“ (#11 US, запис в Motown след успеха на филма Мръсни танци от 1987 г.)
- 1989 – „Face Up to the Fact“ (запис в Motorcity Records)
- 1992 – „Running in Circles“ (запис в Motorcity Records)

### Албуми
- „Do You Love Me“ (1962)
- „The Contours: Can You Dance“ (1964 – неиздаден)
- „Flashback“ (Motorcity Records – 1990)
- „The Very Best“ (Hot Productions – 1995)
- „The Very Best of the Contours“ (Original Recording Remastered в Motown – 1999)
- „Essential Collection“ (Spectrum – 2000)
- „A New Direction“ (Orchard – 2000)
- „20th Century Masters: Millennium Collection“ (Universal – 2003)
- „Live II“ (Middle Earth – 2003)
- „Dance with The Contours“ (Kent/Universal/Motown – 2011)